# Cừu núi Trung Á
Cừu núi Trung Á hay Cừu Urial (Danh pháp khoa học: Ovis orientalis vignei) là một phân loài của loài cừu Ovis orientalis. Chúng còn được gọi là Arkars hoặc Shapo là cũng được coi là một nhóm phân loài của Ovis orientalis. Chúng được tìm thấy ở miền tây Trung Á. Các nhóm phân loài khác của Ovis orientalis là nhóm cừu mouflon (Ovis orientalis orientalis). Hai nhóm này thường được coi là loài riêng biệt. 

## Phân bố
Cừu Urial được tìm thấy ở miền tây Trung Á từ vùng đông bắc Iran và miền Tây Kazakhstan đến Balochistan và Ladakh ở vùng Bắc Ấn Độ, Pakistan. Về phía đông nó được thay thế bởi các loài Ovis ammon lớn hơn và ở phía tây nam cừu mouflon châu Á. Môi trường sống của chúng bao gồm bãi cỏ dốc dưới đường rừng. Cừu Urial hiếm khi di chuyển tới những vùng núi đá của dãy núi. Ví dụ ở miền bắc Iran, chúng đã cho ra những con khi lai giống với Cừu mouflon châu Á trong điều kiện tự nhiên. Cừu Urial ăn chủ yếu là cỏ nhưng có thể ăn lá cây và cây bụi nếu cần thiết.
Tình trạng bảo tồn của cừu núi Trung Á bị đe dọa mất môi trường sống của chúng là hoàn toàn phù hợp vì phát triển con người ở nơi đây, Tuy nhiên, tổng số Cừu núi Trung Á đã phục hồi trong những năm gần đây. Các con cừu Urial Afghanistan tìm thấy ở huyện Musakhel trong Surghar và Torghar. trong năm 2005-2006, một cuộc khảo sát của WWF cho thấy tại Pakistan có 145 cá thể cừu Urial được tìm thấy trong Surghar, Srakhowa, Quận Musakhe. 

## Đặc điểm
Các đặc điểm đáng chú ý là bộ lông dài màu nâu đỏ mà sẽ rụng dần trong mùa đông, con đực được đặc trưng bởi một lớp lông cổ màu đen kéo dài từ cổ xuống ngực và đôi sừng lớn. Cừu núi Trung Á đực có sừng lớn, uốn ra tính từ đỉnh đầu quay vào để kết thúc ở đâu đó phía sau đầu, con cái có ngắn hơn, sừng nén.
Những chiếc sừng của những con đực có thể lên đến 100 cm (39 in). Chiều cao đến vai của một con cừu Urial lớn đối với con đực là từ 80 đến 90 cm (31 và 35 in). Cừu Mouflon có chiều cao đến vai khoảng 0,9 m và trọng lượng cơ thể 50 kg đối với con đực và 35 kg đối với con cái. 

## Nhóm phân loài
Các nhóm phân loài Ovis vignei bao gồm sáu phân loài cá thể:
- Cừu Urial Afghanistan hoặc cừu Turkmenian (Ovis orientalis cycloceros): miền nam Turkmenistan, miền đông Iran, Afghanistan, Balochistan bắc Pakistan
- Cừu Urial Transcaspian (Ovis orientalis arkal): Bồn địa Ustjurt (Turkmenistan, Uzbekistan, miền bắc Iran) và phía tây Kazakhstan
- Cùu Urial Blanford hoặc Cừu Urial Balochistan (Ovis orientalis blanfordi): Balochistan (Pakistan) thường có trong phân loài này.
- Cừu Urial Bukhara (Ovis orientalis bochariensis): Uzbekistan, Tajikistan, Turkmenistan, và những ngọn núi xung quanh sông Amu Darya
- Cừu Urial Punjab (Ovis orientalis punjabiensis): Là các động vật của tỉnh Punjab (Pakistan)
- Cừu Urial Ladakh (Ovis orientalis vignei): Phân bố tại Ladakh và miền bắc Pakistan, Kashmir con đực có sừng nhọn nhưng con cái thì có sừng phẳng.

## Tập tính
Môi trường sống bình thường của chúng là rừng núi dốc gần hàng cây. Vào mùa đông, chúng di chuyển đến độ cao thấp hơn để tránh cái lạnh và kiếm thức ăn. Mùa giao phối bắt đầu vào tháng Chín. Những con cừu đực sống một cách riêng biệt vào những thời điểm khác sẽ chọn bốn hoặc năm con cừu cái, những con sẽ giao phối với chúng và đẻ cho chúnng và mỗi con sinh một con chiên sau khi một thai kỳ khoảng năm tháng.
Chúng là động vật xã hội. Những con cừu Mouflon đực có một hệ thống phân cấp thống trị rất nghiêm ngặt. Trước khi mùa giao phối là từ cuối mùa thu đến đầu mùa đông, cừu đực cố gắng để tạo ra một hệ thống phân cấp thống trị để xác định quyền tiếp cận vào các con cừu cái để phục vụ cho việc giao phối. Các con cừu Mouflon đực chiến đấu với nhau để có được sự thống trị và giành chiến thắng nhằm có một cơ hội để giao phối với con cái.
Các con cừu Mouflon thành thục sinh dục ở tuổi 2-4 năm. Những con cừu non cần phải có được sự thống trị trước khi chúng nhận được một cơ hội giao phối, mà phải mất 3 năm nữa để chúng bắt đầu giao phối. Cừu Mouflon đực cũng trải qua một quá trình hệ thống cấp bậc tương tự nhau về địa vị xã hội trong 2 năm đầu tiên, nhưng có thể sinh sản ngay cả ở trạng thái thấp. Chu kỳ mang thai ở con cái kéo dài 5 tháng, trong đó chúng cho ra đời từ 1-2 con.